# نوتچارین سوخونگدومنون
نوتچارین سوخونگدومنون (تایلندی: นุชจรินทร์ สุขคงดำเนิน؛ متولد ۱۰ فوریه ۱۹۷۸ در بانکوک) یک تکواندوکار تایلندی است که در دسته پروزن زنان رقابت کرد. وی مدال نقره وزن ۵۱ کیلوگرم بازیهای آسیایی ۱۹۹۸ در زادگاهش بانکوک را کسب کرد، در مسابقات قهرمانی تکواندو جهان ۲۰۰۳ در گارمیش-پارتنکیرشن آلمان یک مدال برنز بدست آورد و در بازی‌های المپیک تابستانی ۲۰۰۴ در آتن به نمایندگی از کشورش تایلند، در دسته ۵۸ کیلوگرم به مقام پنجم دست یافت.